# James Dashner
Œuvres principales
- Série L'Épreuve

James Dashner, né le 26 novembre 1972 à Austell dans l'État de Géorgie, est un romancier américain spécialisé en science-fiction et fantasy.

## Biographie
James Dashner écrivait déjà des histoires inspirées du Seigneur des anneaux avant de commencer des études de finances. Cependant, il est assez vite revenu à sa passion de l'écriture. Inspiré par ses lectures et ses films préférés, il ne cesse d'inventer des histoires depuis les montagnes où il habite avec sa femme.

## Accusations
Le mouvement MeToo éclabousse James Dashner en février 2018. L'auteur est accusé de harcèlement sexuel à la suite d'une enquête parue le 3 janvier 2018 dans le School Library Journal. Si plusieurs auteurs et écrivains sont clairement cités, l'identité de James Dashner ne figure pas dans la liste. Mais l'auteur a été dénoncé par des commentaires anonymes. Ce processus de dénonciation a déjà provoqué la chute de Jay Asher, l'auteur de 13 Reasons Why.
Les éditeurs américains (Penguin Random House) et anglais (Chicken House et Sweet Cherry Publishing) de James Dashner ont rompu leur contrat après la révélation d'accusations de harcèlement sexuel à son encontre. James Dashner a également été abandonné par son agent, Michael W. Bourret, qui affirme ne pas avoir « bonne conscience » pour pouvoir continuer de travailler avec l'écrivain.

## Œuvres

### SérieThe Jimmy Fincher Saga
1. (en) A Door in the Woods, 2003
2. (en) A Gift of Ice, 2004
3. (en) The Tower of Air, 2004)
4. (en) War of the Black Curtain, 2005

### SérieThe 13th Reality
1. (en) The Journal of Curious Letters, 2008
2. (en) The Hunt for Dark Infinity, 2009
3. (en) The Blade of Shattered Hope, 2010
4. (en) The Void of Mist and Thunder, 2012

### UniversL'Épreuve

#### SérieL'Épreuve
1. Le Labyrinthe, Pocket Jeunesse no 2241, 2012 ((en) The Maze Runner, 2009)
2. La Terre brûlée, Pocket Jeunesse no 2242, 2013 ((en) The Scorch Trials, 2010)
3. Le Remède mortel, Pocket Jeunesse, 2014 ((en) The Death Cure, 2011)

#### SérieAvant le labyrinthe
1. L'Ordre de tuer, Pocket Jeunesse, 2015 ((en) The Kill Order, 2012)
2. La Braise, Pocket Jeunesse, 2017 ((en) The Fever Code, 2016)

#### SérieLe Rivage des survivants
1. Le Rivage des survivants, Pocket Jeunesse, 2021 ((en) The Wicked String, 2021)
2. Le Rivage des survivants : Livre 2, Pocket Jeunesse, 2024 ((en) The Godhead Complex, 2024)
3. Le Rivage des survivants : Livre 3, Pocket Jeunesse, 2025 ((en) The Infinite Glade, 2025), trad. Guillaume Fournier, 360 p.  (ISBN 978-2-266-31666-8)À paraître le 6 novembre 2025

#### Roman indépendant
- Le Destin de Newt, Pocket Jeunesse, 2021 ((en) Crank Palace, 2020)

### SérieInfinity Ring
Chaque volume de cette série est écrit par un écrivain différent. Les auteurs des autres volumes sont : Carrie Ryan (tome 2), Lisa McMann (en) (tome 3), Matt de la Peña (tomes 4 et 8), Matthew J. Kirby (en) (tome 5) et Jennifer A. Nielsen (en) (tome 6).
1. (en) A Mutiny in Time, 2012
2. (en) The Iron Empire, 2014

### SérieLe Jeu du Maître
1. La Partie infinie, Pocket Jeunesse, 2016 ((en) The Eye of Minds, 2013)
2. La Révolution, Pocket Jeunesse, 2016 ((en) The Rule of Thoughts, 2014)
3. Fin de partie, Pocket Jeunesse, 2017 ((en) The Game of Lives, 2015)